# Черленівська сільська рада
Черле́нівська сільська́ ра́да — адміністративно-територіальна одиниця та орган місцевого самоврядування в Новоселицькому районі Чернівецької області. Адміністративний центр — село Черленівка.

## Загальні відомості
- Населення ради: 2 236 осіб (станом на 2001 рік)

## Населені пункти
Сільській раді підпорядковані населені пункти:
- с. Черленівка

## Склад ради
Рада складається з 20 депутатів та голови.
- Голова ради: Ротар Олександр Георгійович
- Секретар ради: Морар Ріта Василівна

### Керівний склад попередніх скликань
| Прізвище, ім'я, по батькові | Основні відомості                                                               | Дата обрання | Дата звільнення |
| --------------------------- | ------------------------------------------------------------------------------- | ------------ | --------------- |
| Лях Віктор Григорович       | Сільський голова, 1946 року народження, безпартійний                            | 26.03.2006   | 31.10.2010      |
| Ротар Олександр Георгійович | Сільський голова, 1974 року народження, освіта середня спеціальна, безпартійний | 31.10.2010   |                 |

Примітка: таблиця складена за даними сайту Верховної Ради України

### Депутати
За результатами місцевих виборів 2010 року депутатами ради стали:

#### За суб'єктами висування
| Суб'єкт висування | Кількість обраних депутатів | %   |
| ----------------- | --------------------------- | --- |
| Самовисування     | 20                          | 100 |

#### За округами
| № округу | Прізвище, ім'я, по батькові   | Дата визнання обраним | Освіта             | Партійна приналежність             | Відомості про обраного депутата        |
| -------- | ----------------------------- | --------------------- | ------------------ | ---------------------------------- | -------------------------------------- |
| 1        | Ротар Петро Єремійович        | 01.11.2010            | середня спеціальна | позапартійний                      | тимчасово не працює                    |
| 2        | Фокша Анатолій Трохимович     | 01.11.2010            | середня спеціальна | позапартійний                      | ТОВ «Новоселиця-авто», водій           |
| 3        | Морар Ріта Василівна          | 01.11.2010            | вища               | позапартійна                       | Черленівська сільська рада, секретар   |
| 4        | Лях Юрій Вікторович           | 01.11.2010            | вища               | позапартійний                      | Хотинська ДЛГ, лісник                  |
| 5        | Рурак Сергій Васильович       | 01.11.2010            | середня            | член Соціалістичної партії України | Новоселицьке лісництво, лісник         |
| 6        | Банар Сергій Вікторович       | 01.11.2010            | середня            | позапартійний                      | тимчасово не працює                    |
| 7        | Штирбу Юрій Порфирович        | 01.11.2010            | середня            | член Партії регіонів               | тимчасово не працює                    |
| 8        | Лисюк Василь Степанович       | 01.11.2010            | середня            | позапартійний                      | тимчасово не працює                    |
| 9        | Штирбу Анатолій Лаврентійович | 01.11.2010            | середня            | позапартійний                      | приватний підприємець                  |
| 10       | Скакун Володимир Васильович   | 01.11.2010            | середня спеціальна | позапартійний                      | тимчасово не працює                    |
| 11       | Скакун Леонід Андрійович      | 01.11.2010            | середня спеціальна | позапартійний                      | тимчасово не працює                    |
| 12       | Пасат Валентин Віорелович     | 01.11.2010            | середня            | позапартійний                      | приватний підприємець                  |
| 13       | Скакун Пилип Валентинович     | 01.11.2010            | середня            | позапартійний                      | ТОВ «Нове життя», водій                |
| 14       | Кондря Мирослав Власович      | 01.11.2010            | середня спеціальна | позапартійний                      | тимчасово не працює                    |
| 15       | Штирбу Віктор Лаврентійович   | 01.11.2010            | середня спеціальна | позапартійний                      |                                        |
| 16       | Фокша Трохим Трохимович       | 01.11.2010            | середня            | позапартійний                      |                                        |
| 17       | Фокша Валентин Трохимович     | 01.11.2010            | середня            | позапартійний                      | ТОВ «Нове життя», директор             |
| 18       | Скакун Анатолій Леонтійович   | 01.11.2010            | середня спеціальна | позапартійний                      | тимчасово не працює                    |
| 19       | Паладій Людмила Петрівна      | 01.11.2010            | середня спеціальна | позапартійна                       | Черленівська сільська рада, спеціаліст |
| 20       | Безродний Юрій Леонідович     | 01.11.2010            | середня            | позапартійний                      | ТОВ «Нове життя», заступник директора  |